# Булат Іван Лазарович
Іван Лазарович Булат (нар. 1896, село Ждани Лохвицького повіту Полтавської губернії, тепер Лубенського району Полтавської області — розстріляний 20 червня 1938) — радянський партійний і державний діяч. Член ЦК КП(б)У в квітні 1923 — грудні 1925 р. Член Оргбюро ЦК КП(б)У в квітні 1923 — грудні 1925 р. Кандидат у члени Політбюро ЦК КП(б)У в травні 1924 — грудні 1925 р. Кандидат у члени ЦК ВКП(б) в липні 1930 — січні 1934 р. Член ВУЦВК і ЦВК СРСР.

## Біографія
Народився у родині наймита. У 1910 році закінчив Катеринославське залізничне училище.
Трудову діяльність розпочав у 1910 році металістом на підприємствах міста Катеринослава, вів підпільну революційну роботу.
Член РСДРП(б) з 1912 року.
У серпні 1915 — квітні 1917 року — в російській імператорській армії, учасник Першої світової війни.
Після Лютневої революції 1917 — гласний Катеринославської міської думи, член Катеринославського комітету РСДРП(б). У травні 1917 — березні 1918 року — член Правління Спілки металістів міста Катеринослава.
У вересні 1917 — квітні 1918 року — командир зведеного Соціалістичного загону Червоної Гвардії міста Катеринослава. У 1918 році перебував на підпільній роботі в місті Харкові.
У серпні 1918 — липні 1919 року — в Червоній армії. У жовтні 1918 року закінчив Артилерійські курси у Москві, служив командиром взводу артилерійського дивізіону.
У серпні — жовтні 1919 року — інструктор ЦК КП(б)У. З жовтня 1919 року перебував на лікуванні.
У лютому — грудні 1920 року — завідувач агітаційно-просвітницького відділу Політичного відділу району Катерининських залізниць. У січні — листопаді 1921 року — заступник голови, голова Дорожньої профспілки залізничників Катерининських залізниць.
У грудні 1921 — вересні 1922 року — відповідальний секретар Південного бюро ВЦРПС у місті Харкові.
У жовтні — листопаді 1922 року — відповідальний секретар Кременчуцького губернського комітету КП(б)У.
У грудні 1922 — квітні 1923 року — голова Харківської губернської Ради профспілок.
У квітні 1923 — січні 1924 року — завідувач організаційно-інструкторського відділу ЦК КП(б)У.
У лютому — грудні 1924 року — секретар Всеукраїнської Ради профспілок (ВУРПС).
14 січня 1925 — 18 січня 1926 року — заступник голови Ради народних комісарів Української СРР, заступник голови Економічної Ради УСРР.
У березні 1926 — березні 1927 року — голова виконавчого комітету Тамбовської губернської ради.
У березні 1927 — березні 1928 року — заступник завідувача організаційно-розподільного відділу ЦК ВКП(б).
У квітні 1928 — березні 1929 року — відповідальний секретар Тульського губернського комітету ВКП(б).
У квітні 1929 — квітні 1930 року — завідувач організаційно-розподільного відділу Московського міського комітету ВКП(б). У січні — червні 1930 року — секретар Московського міського комітету ВКП(б).
25 травня 1930 — квітень 1931 року — голова ЦК професійної Спілки металістів СРСР, член Президії ВЦРПС.
19 лютого — 13 грудня 1931 року — заступник народного комісара шляхів СРСР. У травні 1931 — лютому 1932 року — партійний організатор ЦК ВКП(б) у Народному комісаріаті шляхів СРСР.
9 лютого 1932 — вересень 1937 року — заступник народного комісара юстиції РРФСР. Одночасно, у березні 1932 — вересні 1937 року — голова Верховного Суду РРФСР. У вересні — грудні 1937 року — в розпорядженні Народного комісаріату юстиції РРФСР.
28 грудня 1937 року заарештований органами НКВС. Розстріляний. Посмертно реабілітований у 1956 році.